# Leola (Dakota Południowa)
Leola – miasto w Stanach Zjednoczonych, w stanie Dakota Południowa, w hrabstwie McPherson.